# Isosturmia cruciata
Isosturmia cruciata là một loài ruồi trong họ Tachinidae.